# Anne McClintock

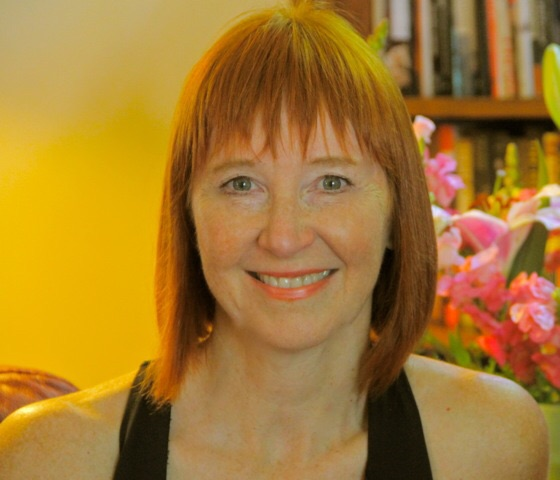
Anne McClintock

Anne McClintock (sinh năm 1954) là một nhà văn, học giả nữ quyền và trí thức công cộng, người đã xuất bản rộng rãi về các vấn đề về tình dục, chủng tộc, chủ nghĩa đế quốc và chủ nghĩa dân tộc; văn hóa phổ biến và trực quan, nhiếp ảnh, quảng cáo và lý thuyết văn hóa. Tính cách xuyên quốc gia và liên ngành, tác phẩm của cô khám phá mối liên hệ giữa giới tính, chủng tộc và sức mạnh giai cấp trong thời hiện đại, bao trùm Anh và Victoria đương đại đến Nam Phi, Ireland và Hoa Kỳ. Từ năm 2015, McClintock là giáo sư A. Barton Hepburn trong Chương trình nghiên cứu về giới và giới tính, đồng thời liên kết với Viện môi trường Princeton và Khoa tiếng Anh tại Đại học Princeton.
Trước đây, McClintock là Simone de Beauvoir giáo sư của Anh và nữ và nghiên cứu về giới tại UW-Madison, nơi cô dạy từ năm 1999 đến năm 2015. Trước UW-Madison, cô dạy ở cả hai trường Đại học Columbia và Đại học New York.